# Општина Варгата (Муреш)
Варгата (рум. Vărgata) општина је у Румунији у округу Муреш.
Oпштина се налази на надморској висини од 382 m.